# Xenillus longipes
Xenillus longipes är en kvalsterart som beskrevs av Sandór Mahunka 1984. Xenillus longipes ingår i släktet Xenillus och familjen Xenillidae. Inga underarter finns listade i Catalogue of Life.